# Brillia longifurca
Brillia longifurca är en tvåvingeart som beskrevs av Jean-Jacques Kieffer 1921. Brillia longifurca ingår i släktet Brillia och familjen fjädermyggor. Arten är reproducerande i Sverige. Inga underarter finns listade i Catalogue of Life.